# PIT-28
PIT-28 (zeznanie o wysokości uzyskanego przychodu, wysokości dokonanych odliczeń i należnego ryczałtu od przychodów ewidencjonowanych) – deklaracja podatkowa służąca do przekazywania informacji podatkowych do urzędów skarbowych przez podatników rozliczających się metodą ryczałtu od przychodów ewidencjonowanych.

## Uprawnieni do rozliczania się poprzez PIT-28
PIT-28 dotyczy osób, które w rozliczanym roku podatkowym:
- prowadziły pozarolniczą działalność gospodarczą indywidualnie,
- prowadziły pozarolniczą działalność gospodarczą w formie spółki cywilnej lub jawnej,
- uzyskiwały przychody z tytułu najmu, podnajmu, dzierżawy, poddzierżawy i innych umów tego typu (o ile umowy te nie wiążą się z prowadzoną działalnością gospodarczą).

## Stawki ryczałtu
Na wysokość stawki ryczałtu ma wpływ rodzaj prowadzonej działalności. Przykładowe stawki aktualnie obowiązujące:
- 17% (wolne zawody),
- 15% (usługi związane z doradztwem w zakresie oprogramowania, sprzętu),
- 12,5% od nadwyżki ponad kwotę 100 000 zł z tytułu umowy najmu, dzierżawy itp.,
- 10% (odpłatne zbycia praw majątkowych lub nieruchomości będących środkami trwałymi lub składnikami majątkowymi),
- 8,5% (działalność usługowa, jeśli nie określono innej stawki, najem, dzierżawa),
- 5,5% (działalność produkcyjna, roboty budowlane),
- 3% (działalność handlowa),
- 2% (sprzedaż przetworzonych produktów rolnych).

Możliwe jest opłacanie ryczałtu według jednej z powyższych stawek albo według kilku – jeśli działalność jest różnorodna.

## Rozliczanie PIT-28
Podatnicy rozliczający się z wykorzystaniem ryczałtu, nie mają możliwości rozliczania kosztów uzyskania przychodów. Prócz tego nie mają możliwości stosowania niektórych ulg, np. ulgi prorodzinnej.